# محمود المحمود
محمود يوسف المحمود (1954) قبطان بحري وسياسي بحريني ونائب سابق في مجلس النواب البحريني.

## السيرة
ولد محمود في مدينة المحرق في عام 1954. حصل على شهادة ضابط ثان لأعالي البحار في مايو 1978 من المملكة المتحدة وشهادة ضابط أول لأعالي البحار في يونيو 1981 من المملكة المتحدة وشهادة الماستر ربان أعالي البحار من المملكة المتحدة في أكتوبر 1984 وهو أعلى منصب في الدرجات البحرية وشهادة متقدمة في الدراسات الملاحية البحرية من الأكاديمية البحرية النرويجية في يونيه 1988 وشهادة امتياز في دراسات الموانئ من الأكاديمية النرويجية البحرية في نوفمبر 1988 وشهادة دولية في إدارة الموانئ من هولندا في يونيه 1995 وشهادة القيادة في المجتمع الديمقراطي من المعهد التنفيذي الفدرالي بالولايات المتحدة الأمريكية في سبتمبر 1996 وشهادة في البرنامج الدولي للتخطيط والإدارة من جامعة نيوأورلينز بالولايات المتحدة الأمريكية في إبريل 2001 والدكتوراه الفخرية في مجال التعليم والدراسات البحرية من أكاديمية أكسفورد بالمملكة المتحدة في سبتمبر 2010م.
عمل برتبة ضابط بحري على سفن شركة بي أند أو البريطانية وسفن شركة الملاحة العربية المتحدة خلال الفترة من 1973 إلى 1984. ثم قاد مجموعة كبيرة ومتنوعة من السفن البحرية عندما عمل كمرشد بحري في ميناء سلمان من أكتوبر 1984 إلى فبراير 1989. ثم ترقى إلى رئيس المرشدين البحريين في فبراير 1989. ثم ترقى إلى منسق مشروع ميناء خليفة بن سلمان في إبريل 1990. ثم ترقى إلى مدير إدارة الشحن والتفريغ بالإدارة العامة للموانئ في يوليو 1994. ثم ترقى إلى مدير عام الموانئ بدرجة وكيل وزارة مساعد في يناير 1996. ثم عين وكيلا لوزارة الإعلام في عام 2002. كما عمل رئيسا تنفيذيا لجريدة بحرين تربيون التي تصدر باللغة الإنجليزية في الفترة من مارس 2007 إلى مارس 2008 والرئيس التنفيذي لشركة أجيال للاستثمارات في أبريل 2008. أسس مؤسسة أجيال للاستشارات في ديسمبر 2008. تولى رئاسة تحرير جريدة بحرين تربيون من سبتمبر 2010.
في انتخابات مجلس النواب لعام 2010 فاز بمقعد الدائرة الرابعة في محافظة المحرق بعد جولة إعادة بعدما جمع 3418 صوت ما نسبته 52.58% بفارق 336 صوت عن مرشح جمعية المنبر الوطني الإسلامي عبد الباسط الشاعر. وفي انتخابات عام 2014 خسر مقعد الدائرة الخامسة في محافظة المحرق بعدما جمع 1020 صوت ما نسبته 16.67%.